# Casey Hampton
Pour les articles homonymes, voir Hampton.
(en) Statistiques sur pro-football-reference
Casey Hampton Jr. (né le 3 septembre 1977), surnommé "Big Snack", est un sportif professionnel de football américain ayant occupé le poste de defensive tackle pendant douze saisons pour les Steelers de Pittsburgh dans la National Football League (NFL).
Au niveau universitaire, il a joué pendant quatre saisons pour les Longhorns de l'université du Texas au sein de la NCAA Division I FBS où il a été sélectionné à deux reprises dans la première équipe All-America.
La franchise de Pittsburgh le sélectionne ensuite au premier tour de la draft 2001. Avec les Steelers, il remporte deux Super Bowls et est sélectionné à cinq reprises pour disputer le Pro Bowl.

## Jeunes années
Hampton est né à Galveston, au Texas. Il étudie à la Ball High School (en) de Galveston au Texas et y est un letterman en football américain et en athlétisme. Il est désigné deux fois meilleur joueur défensif de l'année de son District et, en tant que senior, est sélectionné dans l'équipe première de la Classe 5A de l'État du Texas. Le 6 avril 2009, à l'issue d'un dîner et d'une parade, la Ball High School décide de retirer son numéro de maillot (no 63). Hampton est le seul joueur de football américain de l'histoire de cette école à recevoir un tel honneur.
En athlétisme, Hampton y a été l'un des meilleurs dans les épreuves de lancer, réussissant 16,13 mètres au lancer du poids et 48,08 mètres au lancer du disque.

## Carrière universitaire
Hampton intègre ensuite l'université du Texas où il va jouer 37 matchs consécutifs pour les Longhorns du Texas entre 1997 et 2000. Il devient le premier linebacker défensif de l'équipe à mener la statistique du nombre de plaquages (tackles) lors de deux saisons consécutives (1999-2000) avec 329 plaquages dont 177 en solo ce qui le classe onzième de l'histoire de l'université pour cette statistique. Hampton totalise en plus 56 pressions sur quarterback et provoque neuf fumbles au cours de sa carrière universitaire.
En 1998, il est désigné titulaire pour l'ensemble des matchs et est meilleur joueur défensif en Big-12 Conference au terme de la saison au cours de laquelle il totalise 60 plaquages (29 solos), deux sacks, six pressions sur quarterback, cinq passes déviées et un fumble recouvert.
À l'issue de son année junior (1999), il est sélectionné dans la première équipe All-America par la Football Writers Association of America (en) (FWAA) et l'Associated Press (AP) .
À l'issue de son année senior, il est à nouveau sélectionné dans la première équipe par la FWAA mais également par The Sporting News et la Walter Camp Foundation (en). Il est aussi sélectionné dans la première équipe de la Big-12 Conference et à nouveau désigné meilleur joueur défensif de la Big-12 (en) par les entraîneurs de cette conférence
En 2000, The Daily Texan (en), un quotidien étudiant du Texas, le qualifie de « relentless [incessant] », citant une déclaration de Hampton : « De la façon dont je vois les choses, on ne sait jamais quand va être votre dernier jeu. Alors tu dois y aller dur tout le temps. Il n'y a aucune raison de laisser passer un jeu. ».
À l'époque, Hampton pèse 147 kilos et mesure 1,86 mètre. Le safety Greg Brown (en) déclare à son sujet : « Je ne l'ai jamais vu baisser de rythme. Il est tellement déterminé à détruire les gens qu'il ne prend jamais le temps de se reposer. Ça doit être un don. ».

## Carrière professionnelle
| Taille              | Poids           | Bras     | Main           | Sprint   | Sprint   | Sprint   | Shuttle 20 yards | 3 cones drill | Détente   | Détente     | Développé couché | Test Wonderlic |
| Taille              | Poids           | Bras     | Main           | 40 yards | 10 yards | 20 yards | Shuttle 20 yards | 3 cones drill | verticale | horizontale | Développé couché | Test Wonderlic |
| 1,86 m (6 ft 1¼ in) | 142 kg (314 lb) | cm ( in) | 79 cm (31¼ in) | 5,25 s   | -        | -        | -                | -             | -         | -           | 34 reps          | -              |

### 2001
Les Steelers de Pittsburgh choisissent Hampton en 19e choix global lors du premier tour de la draft 2001 de la NFL. Il en est le cinquième tackle défensif sélectionné. Le 22 juillet 2001, il signe un contrat de cinq ans pour un montant de 6,80 millions de dollars incluant une prime à la signature de 3,10 millions,.
Tout au long du camp d'entraînement, il concourt pour le poste de tackle défensif titulaire contre Kendrick Clancy (en). L’entraîneur principal Bill Cowher le désigne remplaçant derrière Kendrick Clancy pour le début de la saison régulière. Il fait ses débuts professionnels lors de la défaite 3 à 21 face aux Jaguars en ouverture de saison. Le 26 octobre 2001, Bill Cowher le titularise au poste de tackle défensif pour le reste de la saison, déclarant qu'il serait toujours remplacé par Kendrick Clancy. Le 29 octobre 2001, Hampton est titularisé pour la première fois de sa carrière et totalise deux plaquages lors de la victoire 34 à 7 contre les Titans en 7e semaine. En 9e semaine, il compte quatre plaquages (record de sa saison) et réussit son premier sack en carrière sur le quarterback Tim Couch lors de la victoire de 15 à 12 contre les Browns. Il termine sa saison rookie avec 22 plaquages dont neuf en solo et un sack, en 16 matches joués dont 11 en tant que titulaire. En fin de saison régulière, la défense des Steelers est classée première de la NFL et termine également première contre le jeu à la course.
Les Steelers remportent le titre de la division AFC Central avec un bilan de 13 victoires pour 3 défaites et se qualifient pour la série éliminatoire. Le 20 janvier 2002, Hampton entame son premier match de série éliminatoire à l'occasion du tour de division de l'AFC, et y totalise trois plaquages lors de la victoire de 27 à 10 contre les Ravens. La semaine suivante, il réussit deux plaquages supplémentaires malgré la défaite 17 à 34 contre les Patriots en finale de conférence AFC.

### 2002
Hampton commence le camp d’entraînement au poste de nose tackle. Il y est officiellement désigné titulaire pour le début de la saison régulière 2002. Le coordinateur défensif Tim Lewis (en) retient également Aaron Smith (en) et Kimo von Oelhoffen (en) comme defensive ends. Il effectue son premier match de la saison avec les Steelers chez les Patriots et réussit trois plaquages malgré la défaite 30 à 14. Au cours de la 4e semaine et la victoire 16 à 13 contre les Browns, Hampton totalise six plaquages, le sommet de sa saison. Au cours de la 16e semaine, il réalise deux plaquages, force deux fumbles ainsi que deux sacks (record de sa saison), pour une victoire 17 à 7 contre les Buccaneers. Au cours du 2e quart temps de ce match, Hampton provoque un fumble sur le fullback Mike Alstott qu'il récupère, une première dans sa carrière. Lors du 3e quart temps, il réussit également un sack sur le quarterback Rob Johnson (en) permettant à son équipier Kendrell Bell de récupérer la possession du ballon sur leur ligne des 5 yards tout en évitant un touchdown adverse possible. Hampton réussit également un sack sur le quarterback Shaun King (en) réussissant ainsi un doublé pour la première fois de sa carrière. Il termine sa deuxième saison avec 40 plaquages dont 23 en solo, deux sacks et deux fumbles forcés en 16 matchs dont 15 en tant que titulaire.

### 2003
Hampton, Aaron Smith et Kimo von Oelhoffen reviennent en tant que titulaire de la ligne défensive pour commencer la saison régulière 2003. Le 14 septembre 2003, Hampton effectue trois plaquages en solo (meilleure statistique de sa saison) et un sack sur le quarterback Trent Green malgré la défaite 41 à 20 face aux Chiefs en deuxième semaine. Au cours de la 14e semaine, il totalise quatre plaquages, un autre record de sa saison, lors d’une défaite 6 à 0 contre les Jets. Le 18 décembre 2003, Hampton est sélectionné pour le Pro Bowl 2004, le premier de sa carrière professionnelle. Titulaire lors des 16 matchs de la saison régulière, il totalise 39 plaquages dont 27 en solo, une passe déviée et un sack. Les Steelers terminent troisièmes de l’AFC Nord avec un bilan de 6 victoires et 10 défaite sans qualification pour la série éliminatoire.

### 2004
Le 8 janvier 2004, les Steelers de Pittsburgh limogent le coordinateur défensif, Tim Lewis (en). Son remplaçant, Dick LeBeau, désigne Hampton titulaire, aux côtés d'Aaron Smith et Kimo von Oelhoffen. Au cours de la 2e semaine, il effectue cinq plaquages (record de sa saison) lors de la défaite 13 à 30 contre les Ravens. Le 20 octobre 2004, les Steelers placent Hampton sur la liste des blessés jusqu’à la fin de saison à la suite d'une blessure aux ligaments croisés du genou droit. Hampton termine la saison avec 15 plaquages dont huit en solo en six matchs joués en tant que titulaire.

### 2005
Le 22 août 2005, Hampton signe une extension de contrat pour un montant de 22,80 millions de dollars incluant une prime de signature de 4 millions,.
Hampton est de nouveau titularisé ainsi que Smith et von Oelhoffen pour la saison 2005. Le 31 octobre 2005, Hampton enregistre un record de cinq plaquages lors de la victoire 20 à 19 contre les Ravens en huitième semaine. Il termine la saison avec 42 plaquages dont 25 en solo lors des 16 matchs joués dont 15 en tant que titulaire.
Les Steelers terminent deuxièmes de l’AFC Nord et accèdent à la série éliminatoire. Le 8 janvier 2006, Hampton totalise deux plaquages en solo lors de la victoire 31à 17 face aux Bengals de Cincinnati lors du tour de wild card. Le 26 janvier 2006, Hampton est sélectionné pour le Pro Bowl 2006 en remplacement du defensive end des Patriots, Richard Seymour blessé. Les Steelers accèdent au Super Bowl en éliminant les Colts d'Indianapolis 21 à 18 lors de la tour de division de l'AFC et les Broncos de Denver 34 à 17 lors de la finale de conférence AFC. Le 5 février 2006, Hampton réussit quatre plaquages en solo et un sack sur le quarterback Matt Hasselbeck et les Steelers battent les Seahawks 21 à 10 lors du Super Bowl XL.

### 2006
Hampton est de nouveau titulaire en défense en compagnie de Aaron Smith et Brett Keisel pour la saison 2006. Il est inactif lors de la défaite contre les Raiders en 8e semaine, après s'être blessé au muscle ischio-jambier la semaine précédente. En 8e semaine, il effectue six plaquages (record de sa saison), et dévie une passe lors de la victoire 38 à 31 contre les Saints. Le 19 décembre 2006, Hampton est sélectionné pour participer au Pro Bowl 2007. Il termine la saison avec 40 plaquages dont 25 en solo et dpasse déviée en 15 matchs tous joués en tant que titulaire.

### 2007
Le 5 janvier 2007, l'entraîneurprincipal des Steelers, Bill Cowher, annonce sa retraite. Les Steelers engagent le coordonnateur défensif des Vikings, Mike Tomlin. Ce dernier conserve le coordinateur défensif, Dick LeBeau, et désigne Hampton en tant que titulaire pour le début de saison régulière. Hampton est inactif lors de la victoire contre les Seahawks en cinquième semaine à la suite d'une blessure à la cuisse. Le 16 décembre 2007, Hampton enregistre huit plaquages, son plus haut score en carrière, lors de la défaite 22 à 29 contre les Jaguars en 15e semaine. Hampton termine la saison avec 33 plaquages (17 en solo) et est crédité d'un ½ sack lors des 15 matches disputés en tant que titulaire.

### 2008
Hampton, Kiesel et Smith sont désignés titulaires de la ligne défensive pour la troisième saison consécutive. Casey rate trois matchs consécutifs (semaines 4 à 7) à la suite d'une blessure à l'aine. Hampton revient pour la 8e semaine et enregistre six plaquages (record de sa saison) lors de la défaite 14 à 21 contre les Giants. Le 30 novembre 2008, il enregistre deux plaquages en solo et un sack sur le quarterback Tom Brady lors de la victoire 33 à 10 contre les Patriots. Il termine la saison 2008 avec 22 plaquages (13 en solo), une passe déviée et un sack en 13 matchs dont 13 en tant que titulaire.
Les Steelers remporte le titre de la division AFC Nord avec un bilan en saison régulière de 12 victoires pour 4 défaites et se qualifient pour la série éliminatoire en étant exemptés du premier tour. Ils atteignent le Super Bowl XL en éliminant les Chargers 35 à 34 lors du tour de division de l'AFC et les Ravens 23 à 14 lors de la finale de conférence AFC. Le 1er février 2009, Hampton est titulaire pour disputer le Super Bowl et il y totalise deux plaquages, les Steelers battant les Cardinals sur le score de 27 à 23.

### 2009
Hampton est titulaire lors du premier match de la saison joué contre les Titans. Il y effectue un record de cinq plaquages lors de la victoire 13 à 10. En troisième semaine, il effectue deux plaquages en solo et un sack sur le quarterback Carson Palmer malgré la défaite de 20 à 23 contre les >Bengals. Le 20 décembre 2009, Hampton égale son record de cinq plaquages et est crédité d'un ½ sack lors de la victoire 37 à 36 contre les ackers en 15e semaine. Le 29 décembre 2009, Hampton est sélectionné pour participer au Pro Bowl 2010. Il est titulaire lors des 16 matchs de la saison qu'il termine avec 43 plaquages (23 en solo) et 2,5 sacks.

### 2010
Le 25 février 2010, les Steelers de Pittsburgh lui font signer un contrat de trois ans d'une valeur de 21,30 millionsde dollars doont 11 garantis et une prime à la signature de 6,50 millions,.
Pour la sixième saison consécutive, le coordinateur défensif Dick LeBeau désigne Hampton, Kiesel et Smith en tant que titulaires de la ligne défensive. Il est inactif pour la victoire en 2e semaine contre les Titans à la suite d'une blessure à la cuisse. Le 3 octobre 2010, Hampton réussit un plaquage en solo et un sack sur le quarterback Joe Flacco malgré la défaite 17 à 14 en quatrième semaine contre les Ravens. En 15e semaine, il réussit trois plaquages (record de sa saison), lors de la défaite de 17 à 22 contre les >Jets. Il termine la saison avec 20 plaquages (dix en solo) et un sack en 15 matchs dont 14 en tant que titulaire.
Les Steelers remportent l'AFC Nord avec un bilan de 12 victoires pour 4 défaites et se qualifient pour la série éliminatoire en étant dispensés du premier tour. Ils battent les Ravens 31 à 24 lors du tour de division de l'AFC et les Jets 24 à 19 lors de la finale de conférence AFC . Le 6 février 2011, Hampton est titulaire pour le Super Bowl XLV. Il y réussit un plaquage en solo mais les Steelers perdent 25 à 31 contre les Packers.

### 2011
Hampton est absent pendant trois matchs (semaines 5 à 7) à la suite d'une blessure à l'épaule encourue la semaine précédente. Au cours de la 14e semaine, il réussit six plaquages au total (record de sa saison) lors de la victoire 14 à 3 contre les Browns.
Hampton termine sa onzième saison chez les Steelers avec un total de 31 plaquages (17 en solo) en 13 matchs et 12 titularisations.

### 2012
Pendant l'intersaison, Hampton est opéré du ligament croisé antérieur. Le 15 mars 2012, Hampton accepte de restructurer son contrat pour rester chez les Steelers. Son salaire de base passe de 4,89 à 2,80 millions de dollars. L’entraîneur principal Mike Tomlin désigne Hampton comme titulaire pour commencer la saison devant Steve McLendon (en). Il commence aux côtés de Brett Keisel et Ziggy Hood (en). Lors de la 11e semaine, il récolte quatre plaquages au total (record de as saison), malgré la défaite 13 à 10 contre les Ravens. Au cours de la 16e semaine, il égale son record de quatre plaquages malgré la défaite 0 à 13 contre les Bengals. Il débute les 16 matchs de la saison 2012 en accumulant 26 plaquages dont 11 en solo.
Au cours de sa carrière, il a disputé 157 matchs en saison régulière, enregistrant 350 plaquages, 9 sacks, 9 passes déviées, 4 fumbles forcés et deux fumbles récupérés.
Après sa retraite, il a été sélectionné pour participer aux votes pour une intronisation au Pro Football Hall of Fame chaque année entre 2020 et 2024 mais n'a jamais été retenu.

## Statistiques de carrière NFL
|      | Vainqueur du Super Bowl           |
| Gras | Meilleure performance en carrière |

| Saison   | Équipe                 | MJ  |       | Plaquages | Plaquages | Plaquages | Plaquages |    | Fumbles | Fumbles |    | Interceptions | Interceptions | Interceptions | Interceptions |
| Saison   | Équipe                 | MJ  | Total | Seul      | Ast.      | Sacks     | FF        | FR | Nb.     | Yards   | TD | PD            |               |               |               |
| 2001     | Steelers de Pittsburgh | 16  | 30    | 16        | 14        | 1,0       | 0         | 1  | 0       | 0       | 0  | 0             |               |               |               |
| 2002     | Steelers de Pittsburgh | 16  | 46    | 29        | 17        | 2,0       | 2         | 1  | 0       | 0       | 0  | 0             |               |               |               |
| 2003     | Steelers de Pittsburgh | 16  | 39    | 27        | 12        | 1,0       | 0         | 0  | 0       | 0       | 0  | 2             |               |               |               |
| 2004     | Steelers de Pittsburgh | 06  | 15    | 08        | 07        | 0,0       | 0         | 0  | 0       | 0       | 0  | 0             |               |               |               |
| 2005     | Steelers de Pittsburgh | 16  | 44    | 27        | 17        | 0,0       | 0         | 0  | 0       | 0       | 0  | 0             |               |               |               |
| 2006     | Steelers de Pittsburgh | 15  | 46    | 31        | 15        | 0,0       | 1         | 0  | 0       | 0       | 0  | 1             |               |               |               |
| 2007     | Steelers de Pittsburgh | 15  | 36    | 19        | 17        | 0,5       | 0         | 0  | 0       | 0       | 0  | 0             |               |               |               |
| 2008     | Steelers de Pittsburgh | 13  | 22    | 13        | 09        | 1,0       | 0         | 0  | 0       | 0       | 0  | 1             |               |               |               |
| 2009     | Steelers de Pittsburgh | 16  | 43    | 23        | 20        | 2,5       | 0         | 0  | 0       | 0       | 0  | 0             |               |               |               |
| 2010     | Steelers de Pittsburgh | 15  | 20    | 10        | 10        | 1,0       | 1         | 0  | 0       | 0       | 0  | 0             |               |               |               |
| 2011     | Steelers de Pittsburgh | 13  | 31    | 17        | 14        | 0,0       | 0         | 0  | 0       | 0       | 0  | 0             |               |               |               |
| 2012     | Steelers de Pittsburgh | 16  | 26    | 11        | 15        | 0,0       | 0         | 0  | 0       | 0       | 0  | 0             |               |               |               |
| Carrière | Carrière               | 173 | 374   | 209       | 165       | 9,0       | 4         | 2  | 0       | 0       | 0  | 3             |               |               |               |

| Saison   | Équipe                 | MJ |       | Plaquages | Plaquages | Plaquages | Plaquages |    | Fumbles | Fumbles |    | Interceptions | Interceptions | Interceptions | Interceptions |
| Saison   | Équipe                 | MJ | Total | Seul      | Ast.      | Sacks     | FF        | FR | Nb.     | Yards   | PD | TD            |               |               |               |
| 2001     | Steelers de Pittsburgh | 2  | 4     | 0         | 4         | 0,0       | 0         | 0  | -       | -       | 0  | -             |               |               |               |
| 2002     | Steelers de Pittsburgh | 2  | 7     | 4         | 3         | 0,0       | 1         | 0  | -       | -       | 1  | -             |               |               |               |
| 2005     | Steelers de Pittsburgh | 4  | 7     | 7         | 0         | 1,0       | 0         | 1  | -       | -       | 0  | -             |               |               |               |
| 2007     | Steelers de Pittsburgh | 1  | 3     | 1         | 2         | 0,0       | 0         | 0  | -       | -       | 0  | -             |               |               |               |
| 2008     | Steelers de Pittsburgh | 3  | 7     | 2         | 5         | 0,0       | 0         | 0  | -       | -       | 0  | -             |               |               |               |
| 2010     | Steelers de Pittsburgh | 3  | 5     | 3         | 2         | 0,0       | 0         | 0  | -       | -       | 1  | -             |               |               |               |
| 2011     | Steelers de Pittsburgh | 1  | 0     | 0         | 0         | 0,0       | 0         | 0  | -       | -       | 0  | -             |               |               |               |
| Carrière | Carrière               | 16 | 33    | 17        | 16        | 1,0       | 1         | 1  | -       | -       | 2  | -             |               |               |               |